# École supérieure des sciences et techniques de la santé de Monastir
 (juin 2017).
L'École supérieure des sciences et techniques de la santé de Monastir (arabe : المدرسة العليـا لعلوم و تقنيـات الصحة بالمنستير) ou ESSTSM est un établissement universitaire tunisien, placé sous la tutelle du ministère de la Santé et géré en cotutelle avec l'université de Monastir. Basée à Monastir, il a pour mission de former des professionnels intervenant dans les différentes spécialités du domaine de la santé publique.

## Historique
La création de la première école paramédicale tunisienne remonte à 1924. L'ESSTSM, officiellement fondée en septembre 1990, est placée sous la double tutelle du ministère de la Santé et du ministère de l'Enseignement supérieur et de la Recherche scientifique.

## Formations
L'inscription est ouverte aux étudiants titulaires du baccalauréat ou d'un diplôme admis en équivalence. Les études, en vue de l'obtention d'une licence de la santé, durent trois ans pour toutes les sections. Elles comportent des enseignements théoriques, des travaux pratiques et des stages. Depuis la rentrée 2007, les programmes d'études font l'objet d'une restructuration selon la réforme LMD.
L'ESSTSM est actuellement divisée en six départements :
- Anesthésie et réanimation ;
- Radiologie ;
- Obstétrique ;
- Biologie ;
- Prothèse dentaire ;
- Physiothérapie.